# Безотвальная обработка почвы

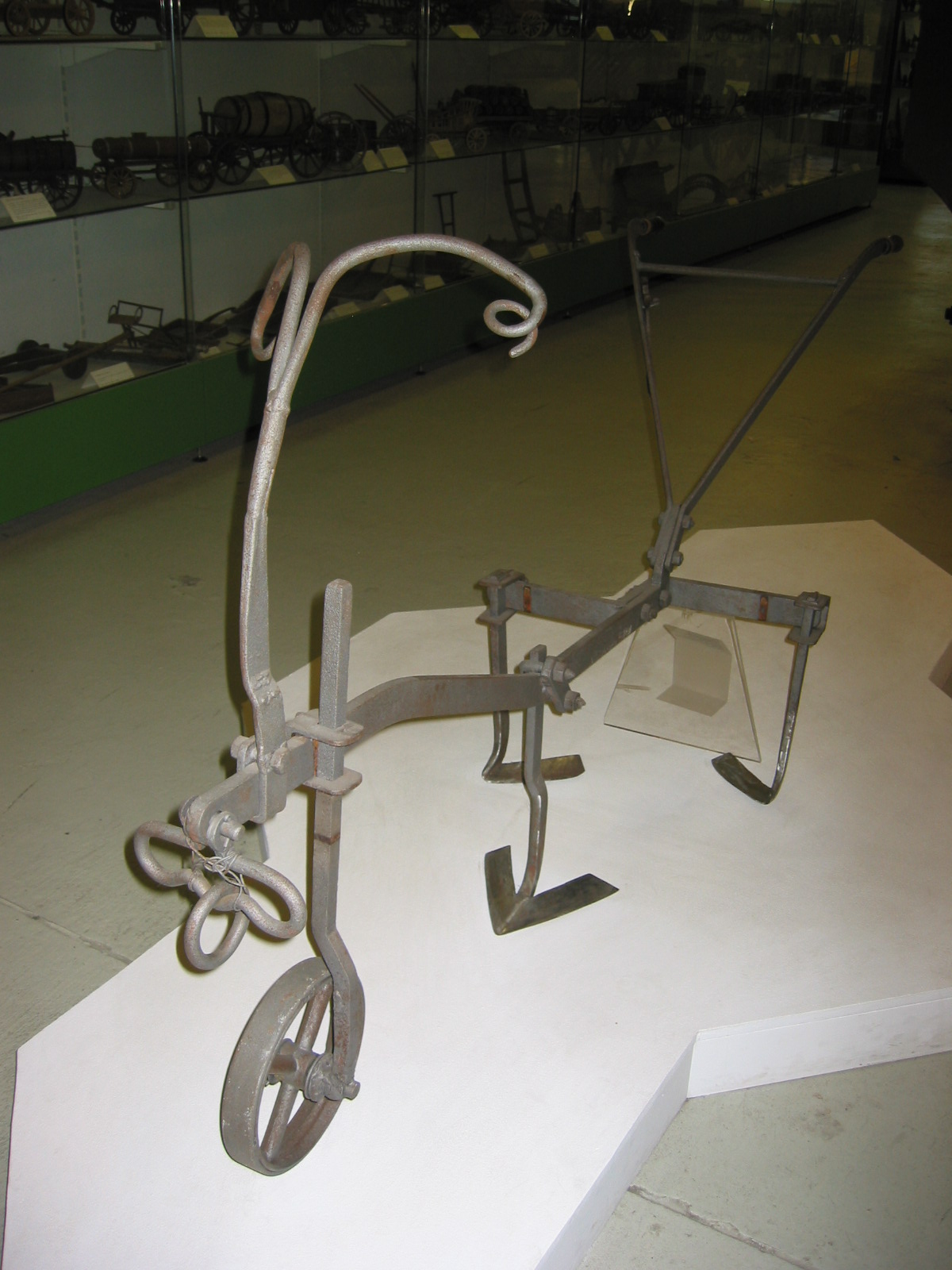

Безотва́льная обработка почвы — обработка почвы плоскорезом, чизель-культиватором. При безотвальной обработке почвы не производится оборачивание пахотного слоя с сохранением пожнивных остатков на поверхности почвы.
На огромных и незащищённых от воздействия ветровой эрозии почвах равнинах (земли Северной Америки, целинные земли Казахстана) применение традиционного отвального плуга себя не оправдало. Специально для гладкой пахоты учёный Терентий Мальцев начиная с 1951 года разрабатывал безотвальный плуг (плоскорез). Таким образом, для рыхления почвы на глубину до 40 см без оборота пласта применяют корпуса, которые не имеют отвала.
В определённых почвенно-климатических и агротехнических условиях целесообразно проводить вместо вспашки безотвальную обработку почвы. Приём эффективен в условиях недостаточного увлажнения, почв, подверженных ветровой эрозии, и на склоновых землях.
Повышает устойчивость почвы к эрозии, особенно ветровой, способствует снегозадержанию, лучше сохраняется влага в тёплый период и создаются благоприятные условия для сохранения гумуса. Меньше нарушается структура почвы, что положительно сказывается особенно на малоплодородных почвах с маломощным гумусовым горизонтом.
Однако данный метод имеет и свои недостатки, так как требует особо высокой культуры земледелия и строгого соблюдения сроков агротехнических работ в зависимости от особенностей климата. Семена некоторых видов сорняков не подавляются и получают благоприятные условия для развития. Стерневые остатки растений не перемещаются под землю и могут являться источником развития ряда заболеваний.
Безотвальная обработка почвы в целом интересный, но трудный в освоении метод, не всегда в обычных условиях оправдывающий себя (требуется высокая трудовая культура и профессионализм земледельца и агронома, чтобы раскрыть весь его потенциал).